# Druțke, Cernihiv
Druțke (în ucraineană Друцьке) este un sat în comuna Ladînka din raionul Cernihiv, regiunea Cernihiv, Ucraina.

## Demografie
Componența lingvistică a localității Druțke
     Ucraineană (97,85%)
     Rusă (2,15%)
Conform recensământului din 2001, majoritatea populației localității Druțke era vorbitoare de ucraineană (97,85%), existând în minoritate și vorbitori de rusă (2,15%).